# Възпоменателен лист. 23 ноември 1907 год. - 23 ноември 1924 год.
„Възпоменателен лист. 23 ноември 1907 год. – 23 ноември 1924 год.“ е български вестник, издание на Младежкото тракийско културно-просветително благотворително дружество „Беломорец“ в Пловдив, България, член на Съюза на тракийските младежки дружества в България, фонд „Тракийска библиотека“.
Излиза в единствен брой на 23 ноември 1924 година. Излиза по случай 27-годишнината от сражението на ВМОРО при Лъджакьой и е посветен на загиналите там революционери Лазар Маджаров и Петър Васков.